# Звукова гра

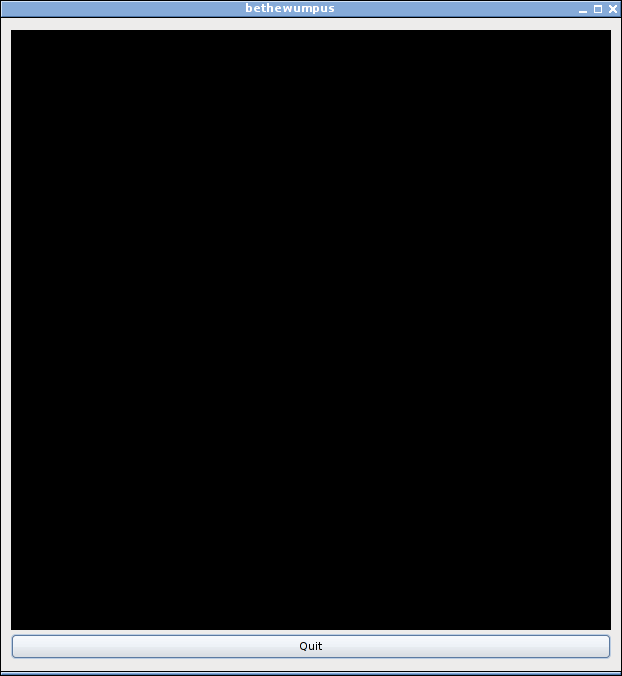
Be The Wumpus — одна з сучасних звукових ігор

Звукова гра, аудіогра (англ. audio game) — електронна комп'ютерна гра, у якій ігрова інформація передається через звук. Дані ігри не належать до відеоігор, оскільки у них відсутнє зображення.
Спочатку звукові ігри створювалися для незрячих людей, але з часом вони стали популярними серед усіх користувачів. Аудіоігри переважно випускають для комп'ютерів, але є й для кишенькових пристроїв та ігрових приставок.

## Історія звукових ігор

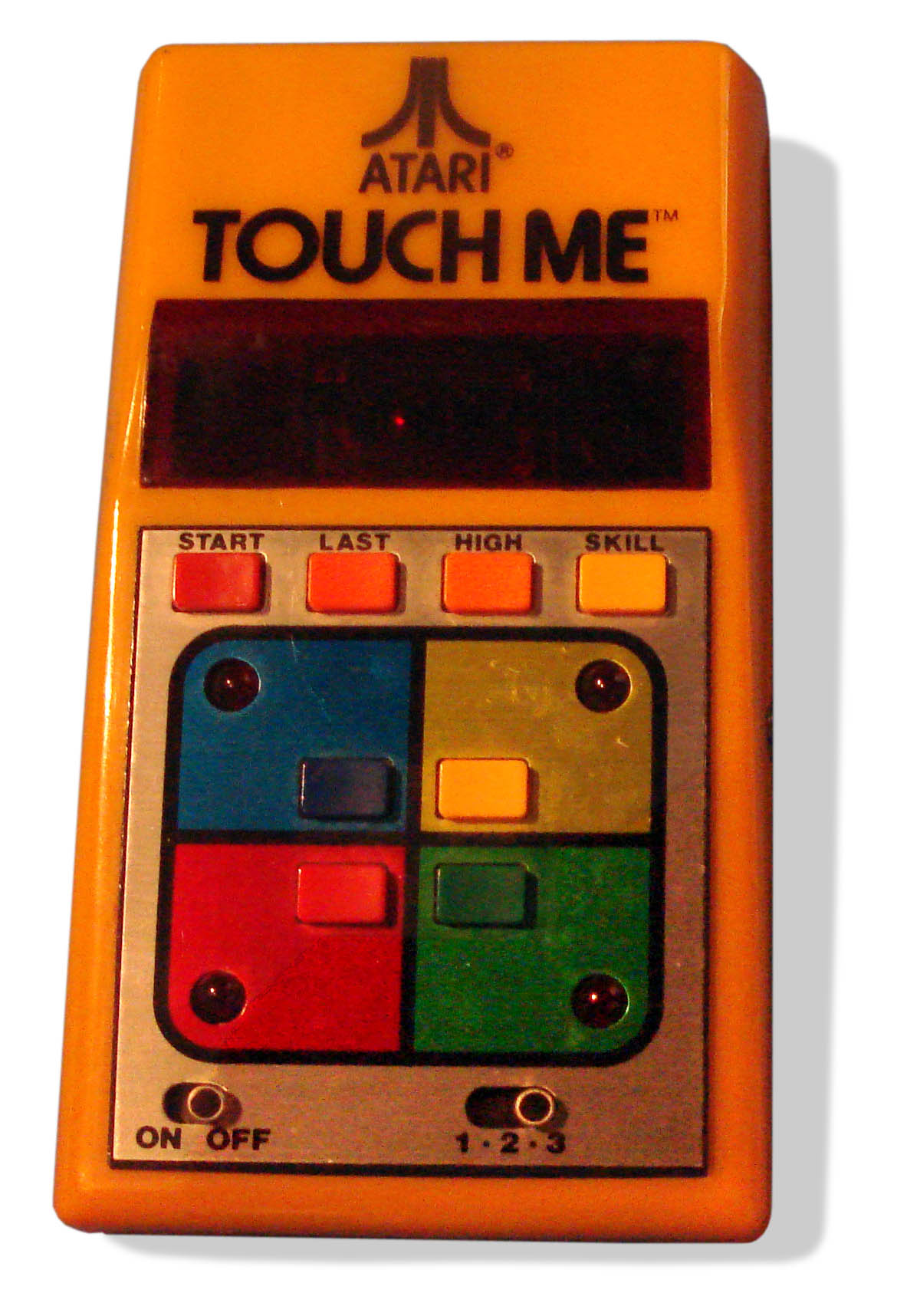
Touch Me — одна з перших аудіоігор. Портативна версія 1978 року

В англомовній літературі термін «електронна гра» (англ. electronic game) часто розуміємо як синонім більш вузької концепції «відеогра» (англ. video game). Це можна зрозуміти, зважаючи на те, що електронні ігри та відеоігри розроблялися паралельно, а ігровий ринок завжди перебував під впливом пристроїв з візуальным каналом сприйняття.
У 1974 році Atari випустила першу звукову гру Touch Me (англ.). Вона являла собою аркадний ігровий автомат. У Touch Me використовували серії спалахів, які супроводжувалися звуковими тонами. Гра програвала послідовність тонів, підсвічуючи кожен з них, і потрібно було правильно повторити цю послідовність, натискаючи на відповідні кнопки. Якщо гравець правильно повторював послідовність, то гра добавляла ще один тон наприкінці зростаючої послідовності, продовжуючи тестувати ейдетичну пам'ять користувача.
Зараз створюються сотні різноманітних звукових ігор. Приклад сучасної звукової гри — Be The Wumpus [Архівовано 8 липня 2008 у Wayback Machine.]. У ній пропонується зіграти за Вампуса — персонажа класичної текстової комп'ютерної гри Hunt the Wumpus. Події відбуваються у печері, у повній темряві, тому все, на що можна покладатися, це — слух, котрий повинен бути у печерного монстра дуже хорошим.